# Bulbophyllum inversum
Bulbophyllum inversum là một loài phong lan thuộc chi Bulbophyllum.